# Shorea pauciflora
Shorea pauciflora är en tvåhjärtbladig växtart som beskrevs av George King. Shorea pauciflora ingår i släktet Shorea och familjen Dipterocarpaceae. Inga underarter finns listade i Catalogue of Life.